# Oblast autonome oudmourte
L'oblast autonome oudmourte (en russe : Удмуртская автономная область), est formé le 4 novembre 1920 sous le nom d’oblast autonome du peuple votiak (en russe : Автономная Область Вотякского Народа). Il est rebaptisé le 1er janvier 1932 et est réorganisé en République socialiste soviétique autonome oudmourte le 28 décembre 1934, devenue république d'Oudmourtie le 20 septembre 1990.